# Dar al-Taj
Dar al-Taj (littéralement « Demeure de la couronne ») est un palais beylical aujourd'hui disparu, qui était situé dans la ville tunisienne de La Marsa, à 18 kilomètres au nord-est de Tunis.

## Histoire
Situé non loin des bâtiments du palais hafside d'Abdalliya, il est fondé, durant le premier quart du XIXe siècle, par Mahmoud Bey et sa construction est poursuivie par son fils Hussein II Bey. Cependant, Dar al-Taj est totalement métamorphosé par Mohammed Bey, dont il devient la résidence favorite. Celui-ci le modernise et lui donne une extension monumentale. Pour amplifier et embellir cette résidence, ce dernier n'hésite pas, à partir de 1855, à dépouiller entièrement le palais de la Mohamedia, ayant appartenu à son prédécesseur son cousin Ahmed Ier Bey, pour en récupérer tous les matériaux qu'il juge nécessaire afin de magnifier son propre palais.

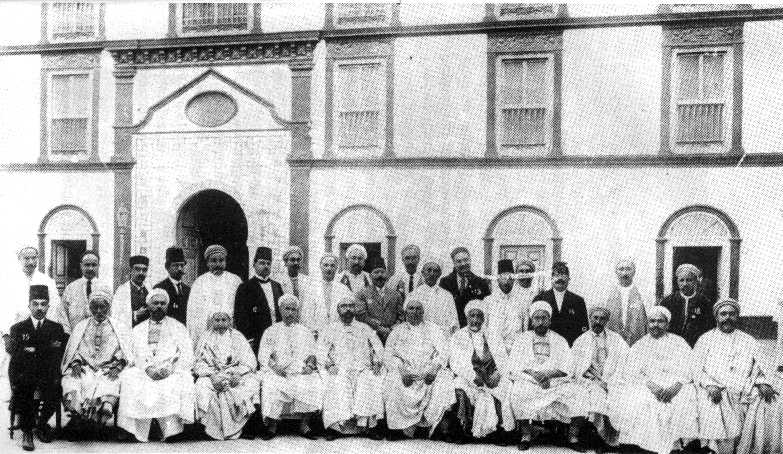
Délégation du Destour auprès de Naceur Bey dans la cour intérieure du Dar al-Taj.

Délaissé par son successeur Sadok Bey qui lui préfère les palais du Bardo, en particulier celui de Ksar Saïd, Dar al-Taj devient, après le décès de Sadok Bey en 1882, la principale résidence de la dynastie des Husseinites, notamment sous les règnes d'Ali III Bey et de Naceur Bey. C'est dans ce palais que sont signées les conventions de La Marsa le 8 juin 1883. Dans les premières années suivant l'indépendance de la Tunisie en 1956, le palais est démoli à l'instigation du ministre de l'Intérieur, Taïeb Mehiri.
L'homme d'affaires et humaniste suisse, Henry Dunant, qui visite Dar al-Taj au moment de son achèvement par Mohammed Bey, exprime son admiration : « Lorsqu’un étranger arrive à La Marsa, tout lui annonce et lui fait sentir qu’il approche de la résidence d’un souverain d’Orient. L’animation règne aux abords du palais : ce sont les carrosses des grands de la cour, traînés par des chevaux ou des mules de prix ; ce sont des officiers, les généraux à cheval, les serviteurs du prince ou des Maures en grand costume ; les consuls européens dans leurs voitures ; les étrangers, les voyageurs, sans compter les caravanes d’Arabes, de Maltais, de Juifs ; ou des chameaux, des muletiers et des attelages de toute espèce et de toute sorte, qui vont et viennent de Tunis à La Marsa »,.

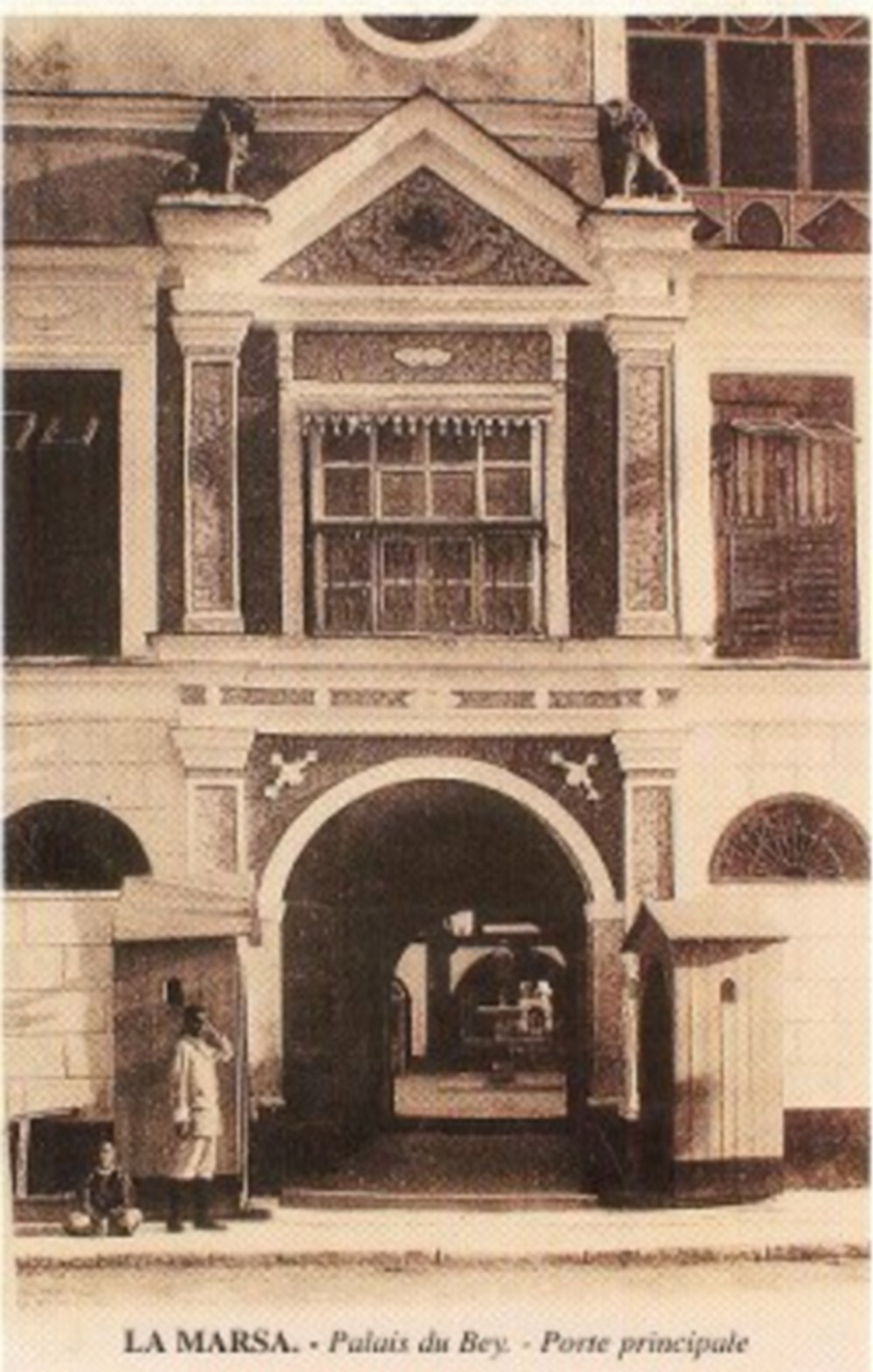
Entrée principale du Dar al-Taj.

Il ajoute à propos du palais lui-même : « Lorsqu'on a la permission de franchir la porte du palais, on trouve une première cour spacieuse, pavée en marbre blanc, et d'une propreté remarquable. Là se promènent en liberté, vont et viennent des oiseaux rares, et de charmantes petites gazelles tout à fait familières. Au centre de cette cour est une grande fontaine d'albâtre, à trois bassins superposés et surmontés d'une flèche ornée du croissant. Plusieurs portes donnent sur cette vaste cour : l'une de ces portes de style mauresque est en marbres de diverses couleurs [...] Le bey reçoit souvent dans une vaste galerie de style mauresque aux vitraux de mille couleurs, lesquels contribuent à donner aux arabesques du plafond et des parois un aspect fantastique »,.

## Description
Les grands travaux de reconstruction, d'agrandissement et d'embellissement effectués par Mohammed Bey aboutissent à un vaste édifice réalisé dans le goût italianisant cher à cette époque (seconde moitié du XIXe siècle). À l'extérieur, donnant sur les jardins, apparait une longue façade baroque, scandée aux étages, par des fenêtres rectangulaires et par des balcons à moucharabieh. Au milieu de celle-ci, l'entrée principale présente une ouverture en plein cintre surmontée d'un moucharabieh. Ces deux baies sont encadrées de pilastres ; l'ensemble est couronné d'un fronton triangulaire flanqué de deux sculptures de lions. Quant à l'intérieur du palais, et à l'exclusion des communs qui présentent une construction traditionnelle en voûtes, le style des appartements, salles de réception et salle du trône trahit de fortes influences européennes. Ces dernières sont soulignées davantage par un mobilier d'importation occidentale.
Alors qu'au rez-de-chaussée, l'architecture des dépendances obéit aux règles de l'architecture tunisienne traditionnelle, avec la répartition des magasins à vivres, cuisines et remises autour de cours intérieures à ciel ouvert, il n'en est pas de même à l'étage noble qui les surmonte, où pièces d'habitation et salons de réception sont répartis autour de nouveaux patios couverts.